# Division One (1896/1897)
Division One (1896/97) – był to 7. w historii sezon szkockiej pierwszej klasy rozgrywkowej w piłce nożnej. Sezon rozpoczął się 15 sierpnia 1896, a zakończył się 13 marca 1897. Brało w niej udział 10 zespołów, które grały ze sobą systemem „każdy z każdym”. Tytułu mistrzowskiego nie obronił Celtic. Nowym mistrzem Szkocji został Heart of Midlothian, dla którego był to 2. tytuł w historii klubu. Koronę króla strzelców zdobył Willie Taylor, który strzelił 12 bramek.

## Zasady rozgrywek
W rozgrywkach brało udział 10 drużyn, walczących o tytuł mistrza Szkocji w piłce nożnej. Każda z drużyn rozegrała po 2 mecze ze wszystkimi przeciwnikami (razem 18 spotkania).

## Drużyny
| Uczestnicy poprzedniej edycji                                                                                 | Uczestnicy poprzedniej edycji | Uczestnicy poprzedniej edycji | Uczestnicy poprzedniej edycji |
| --- | ----------------------------- | ----------------------------- | ----------------------------- |
| CEL | Celtic                        | 1                             |                               |
| RAN | Rangers                       | 2                             |                               |
| HIB | Hibernian                     | 3                             |                               |
| HRT | Heart of Midlothian           | 4                             |                               |
| DNE | Dundee                        | 5                             |                               |
| BER | St Bernard’s                  | 6                             |                               |
| THL | Third Lanark                  | 6                             |                               |
| STM | St. Mirren                    | 8                             |                               |
| CLY | Clyde                         | 9                             |                               |
| Awans z Scottish Division Two 1895/96                                                                         |                               |                               |                               |
| ABC | Abercorn                      |                               |                               |
| Oznaczenia: - kolumna pierwsza – skróty nazw drużyn, - kolumna trzecia – miejsce zajęte w poprzednim sezonie. |                               |                               |                               |

## Stadiony
| Miasto   | Stadion             | Klub                |
| -------- | ------------------- | ------------------- |
| Dundee   | Dens Park           | Dundee              |
| Edynburg | Tynecastle Stadium  | Heart of Midlothian |
| Edynburg | Easter Road Stadium | Hibernian           |
| Edynburg | Powderhall Stadium  | St Bernard’s        |
| Glasgow  | Celtic Park         | Celtic              |
| Glasgow  | Barrowfield Park    | Clyde               |
| Glasgow  | Ibrox Park          | Rangers             |
| Glasgow  | Cathkin Park        | Third Lanark        |
| Paisley  | Underwood Park      | Abercorn            |
| Paisley  | St. Mirren Park     | St. Mirren          |

## Tabela końcowa
| Lp. | Drużyna                 | M  | Z  | R | P  | Bramki | Bramki | Różn. | Pkt | Uwagi                    |
| --- | ----------------------- | -- | -- | - | -- | ------ | ------ | ----- | --- | ------------------------ |
| 1   | Heart of Midlothian (M) | 18 | 13 | 2 | 3  | 47     | 22     | +25   | 28  |                          |
| 2   | Hibernian               | 18 | 12 | 2 | 4  | 50     | 20     | +30   | 26  |                          |
| 3   | Rangers (P)             | 18 | 11 | 3 | 4  | 64     | 30     | +34   | 25  |                          |
| 4   | Celtic                  | 18 | 10 | 4 | 4  | 42     | 18     | +24   | 24  |                          |
| 5   | Dundee                  | 18 | 10 | 2 | 6  | 38     | 30     | +8    | 22  |                          |
| 6   | St. Mirren              | 18 | 9  | 1 | 8  | 38     | 29     | +9    | 19  |                          |
| 7   | St Bernard’s            | 18 | 7  | 0 | 11 | 32     | 40     | −8    | 14  |                          |
| 8   | Third Lanark            | 18 | 5  | 1 | 12 | 29     | 46     | −17   | 11  |                          |
| 9   | Clyde                   | 18 | 4  | 0 | 14 | 27     | 65     | −38   | 8   |                          |
| 10  | Abercorn (S)            | 18 | 1  | 1 | 16 | 21     | 88     | −67   | 3   | Spadek do First Division |

## Wyniki
| Gospodarz \ Gość    | ABC | CEL | CLY | DNE | HRT | HIB | RAN | BER | STM | THL |
| Abercorn            |     | 0:6 | 1:3 | 1:7 | 0:1 | 2:2 | 2:9 | 2:3 | 3:2 | 1:2 |
| Celtic              | 5:0 |     | 4:1 | 0:1 | 3:0 | 1:1 | 1:1 | 2:0 | 2:1 | 2:0 |
| Clyde               | 6:2 | 2:7 |     | 0:2 | 1:5 | 0:7 | 2:7 | 1:2 | 3:1 | 3:2 |
| Dundee              | 3:0 | 2:2 | 1:0 |     | 0:5 | 3:0 | 3:2 | 4:1 | 3:2 | 2:0 |
| Heart of Midlothian | 6:1 | 1:1 | 5:0 | 2:2 |     | 1:0 | 2:1 | 3:1 | 2:1 | 2:1 |
| Hibernian           | 9:0 | 3:1 | 5:1 | 3:1 | 2:0 |     | 4:3 | 2:0 | 3:0 | 2:0 |
| Rangers             | 6:1 | 2:0 | 2:1 | 3:1 | 5:0 | 4:3 |     | 3:2 | 5:1 | 6:1 |
| St Bernard’s        | 6:0 | 1:2 | 4:1 | 2:1 | 2:5 | 0:1 | 3:2 |     | 0:2 | 2:3 |
| St. Mirren          | 4:2 | 2:0 | 5:0 | 4:1 | 0:2 | 2:0 | 2:2 | 4:0 |     | 2:0 |
| Third Lanark        | 8:3 | 0:3 | 3:2 | 3:1 | 1:5 | 1:3 | 1:1 | 2:3 | 1:3 |     |

Źródło: SPFL.co.uk
Objaśnienia:
1Drużyna gospodarzy jest wymieniona po lewej stronie tabeli.
Kolory: zielony – zwycięstwo gospodarzy, żółty – remis, różowy – zwycięstwo gości.